# Целинсельмаш
Целинсельмаш (Целиноградсельмаш) — крупный завод сельскохозяйственного машиностроения, располагавшийся с 1942 по 2006 год в городе Целинограде (сейчас — столица Республики Казахстан город Астана).

## История
История предприятия берет своё начало в годы Великой Отечественной войны, когда пришлось срочно эвакуировать сельскохозяйственные заводы Ростова-на-Дону, Урала и других регионов, на подступах к которым находился враг. 7 июля 1942 года постановлением Совета Народных Комиссаров СССР был создан завод «Казахсельмаш», переименованный впоследствии в Целиноградсельмаш, который специализировался на выпуске сельскохозяйственной техники. Уже в июле 1943 года завод изготовил первые 30 комплектов борон «Зиг-заг», а концу года предприятием их было отправлено в колхозы страны 1970 штук.
По мере расширения строительства завод перешел на выпуск более сложной сельскохозяйственной техники. В начале 50-х годов было освоено производство сеноуборочных машин, крайне необходимых отрасли животноводства. Были поставлены на конвейер сеноподборщик-копнитель ПКС-2, стоговоз СП-4, грабли ГПТ-14 и большое количество запасных частей к ним.
Но особенно бурное развитие завод получил в годы освоения целинных и залежных земель. Поскольку климатические условия Северного Казахстана таковы, что большую часть года здесь дуют сильные ветры, то очень остро встал вопрос о ветровой эрозии почвы при проведении пахотных работ. Тогда-то и было принято решение начать разработку противоэрозионной техники. Созданное специализированное конструкторское бюро работало в тесном контакте с Шортандинским ВНИИ зернового хозяйства, на полях которого и проходил испытания весь комплекс созданных машин. За их внедрение и разработку коллектив предприятия и Государственное специализованное конструкторское бюро по противоэрозионной технике (ГСКБ ПЭТ) получили Государственную премию СССР. Объединение освоило выпуск культиваторов-плоскорезов КПШ-9, КПШ-5, ОПТ-3, 5, глубокорыхлителей-удобрителей ГУН-4, сеялок стерневых СЗС-3, 1, СЗС-2, 1Л, сеялку для высева кулис СКН-6 и целый ряд других машин.
За годы становления завода значительно вырос технический уровень производства за счет внедрения прогрессивных технологических процессов, нового оборудования и технологической оснастки. На заводе широко использовались горизонтальные и вертикальные токарные полуавтоматы, станки с числовым программным управлением, успешно работали роботизированные технологические комплексы штамповки крыла плоскореза и стойки рабочего органа культиваторов, автоматическая линия с семью роботами «Циклон 3Б» для изготовления малых лемехов, роботизированная линия механической обработки больших стоек. Антикоррозийное покрытие деталей, цинкование велись на автоматических линиях АЛГ-128, АЛГ-81.
Такой высокий технический уровень производства и своевременная модернизация выпускаемых машин способствовали широкому применению их на полях не только Казахстана, но и Алтая, Украины и целого ряда других регионов ближнего и дальнего зарубежья.
После распада Советского Союза, учитывая потребность Казахстана в технике, производимой ранее за пределами Казахстана, завод освоил выпуск целого ряда машин. В производство были запущены плуги, бороны, стогометатели, автомобили на базе шасси ЗИЛ-130, целый комплекс машин для возделывания картофеля и овощей по голландской технологии и другие.
В 1997 году на базе завода Целинсельмаш и ГСКБ ПЭТ создано акционерное общество открытого типа Акмоласельмаш. АО продолжало разработку новой техники. К примеру, за очень короткий срок была спроектирована и изготовлена широкозахватная навесная жатка к комбайну «Енисей», которая неплохо зарекомендовала себя во время испытаний в одном из хозяйств Акмолинской области и сейчас успешно прошла государственные испытания на Целинной МИС.
14 сентября 2006 г. государственным комитетом по работе с несостоятельными должниками была завершена процедура банкротства АО «Целинсельмаш», предприятие ликвидировано и исключено из реестра юридических лиц, имевшиеся долги по заработной плате погашены не были. Станки завода были проданы в Иран и частным предпринимателям. Организованный на 67 гектарах бывшего «Целинсельмаша» бизнес-инкубатор ОАО «Астанатехнопарк» предоставляет помещения свыше ста собственникам предприятий и 150 арендаторам, занимающихся производством металлоконструкций, оборудования, товаров народного потребления (посуды, швейных и бытовых изделий). Здесь же производят хлебобулочные и кондитерские изделия, мебель и столярную продукцию, ремонтируют автомобили. На этой же территории находится пять высших и пять средних учебных заведений, где учится около 5000 студентов.